# Albany Devils
Albany Devils byl profesionální americký klub ledního hokeje, který sídlil v Albany ve státě New York. Své domácí zápasy hráli „Ďáblové“ v tamní aréně Times Union Center. Klub byl farma klubu NHL New Jersey Devils a v AHL nahradil celek Lowell Devils.
O vzniku tohoto celku se začalo diskutovat ve chvíli, kdy se vedení klubu NHL Carolina Hurricanes rozhodlo svoji farmu Albany River Rats nahradit novým celkem Charlotte Checkers. River Rats totiž v minulosti byli záložním celkem New Jersey Devils a spojení s Albany kvalitně fungovalo, což dokládá například současný zisk Calder Cupu a Stanley Cupu v sezoně 1994/95 – od té doby se jiné organizaci vyhrát ve stejném roce obě soutěže nepodařilo. Předchozí farma New Jersey v Lowellu měla finanční potíže a chodilo na její domácí utkání nejméně diváků z celé ligy. Desátého června 2010 se oficiálně objevila zpráva o přesunu farmářského celku Devils do Albany a tím vznik nového klubu.  V roce 2017 byl tým nahrazen Binghamton Devils.

## Výsledky

### Základní část
Zdroj: 
| Sezona  | Zápasy | Výhry | Prohry | Prohry(pr.) | Prohry(s.n.) | Body | Góly vstřelené | Góly inkasované | Umístění v divizi   |
| ------- | ------ | ----- | ------ | ----------- | ------------ | ---- | -------------- | --------------- | ------------------- |
| 2010/11 | 80     | 32    | 42     | 1           | 5            | 70   | 217            | 283             | 8. ve Východní      |
| 2011/12 | 76     | 31    | 34     | 6           | 5            | 73   | 190            | 226             | 5. v Severovýchodní |
| 2012/13 | 76     | 31    | 32     | 1           | 12           | 75   | 193            | 225             | 4. v Severovýchodní |
| 2013/14 | 76     | 40    | 23     | 5           | 8            | 93   | 220            | 193             | 2. v Severovýchodní |
| 2014/15 | 76     | 37    | 28     | 5           | 6            | 85   | 199            | 201             | 4. v Severovýchodní |
| 2015/16 | 76     | 46    | 20     | 8           | 2            | 102  | 212            | 167             | 2. v Severní        |
| 2016/17 | 76     | 39    | 32     | 2           | 3            | 83   | 204            | 206             | 3. v Severní        |

### Play-off
Zdroj: 
| Sezona  | 1. kolo                    | 2. kolo                    | Finále konference          | Finále Calder Cupu         |
| ------- | -------------------------- | -------------------------- | -------------------------- | -------------------------- |
| 2010/11 | mužstvo se nekvalifikovalo | mužstvo se nekvalifikovalo | mužstvo se nekvalifikovalo | mužstvo se nekvalifikovalo |
| 2011/12 | mužstvo se nekvalifikovalo | mužstvo se nekvalifikovalo | mužstvo se nekvalifikovalo | mužstvo se nekvalifikovalo |
| 2012/13 | mužstvo se nekvalifikovalo | mužstvo se nekvalifikovalo | mužstvo se nekvalifikovalo | mužstvo se nekvalifikovalo |
| 2013/14 | porážka, 1–3, St. John's   | —                          | —                          | —                          |
| 2014/15 | mužstvo se nekvalifikovalo | mužstvo se nekvalifikovalo | mužstvo se nekvalifikovalo | mužstvo se nekvalifikovalo |
| 2015/16 | postup, 3–1, Utica         | porážka, 3-4, Toronto      | —                          | —                          |
| 2016/17 | porážka, 1–3, Toronto      | —                          | —                          | —                          |

## Klubové rekordy

### Za sezonu
Góly: 33, Paul Thompson (2014/15)
Asistence: 37, Joe Whitney (2014/15)
Body: 60, Joe Whitney (2014/15)
Trestné minuty: 334, Pierre-Luc Letourneau-Leblond (2010/11)
Průměr obdržených branek: 2.22, Yann Danis (2015/16)
Procento úspěšnosti zákroků: .918, Scott Clemmensen (2014/15)

### Celkové
Góly: 92, Mike Sislo
Asistence: 122, Joe Whitney
Body: 442, Joe Whitney
Trestné minuty: 535, Dan Kelly
Čistá konta: 10, Keith Kinkaid
Vychytaná vítězství: 69, Keith Kinkaid
Odehrané zápasy: 352, Dan Kelly